# Либија на Светском првенству у атлетици на отвореном 2015.
Либија је учествовала  на Светском првенству у атлетици на отвореном 2015. одржаном у Пекингу од 22. до 30. августа. Репрезентацију Либије представљао је један атлетичар који се такмичио у трци на 400 метара
Представник Либије није освојио ниједну медаљу, а постигао је најбољи лични резултат сезоне.

## Резултати

### Мушкарци
| Атлетичар     | Дисциплина | Лични рекорд | Квалификације | Квалификације | Полуфинале           | Полуфинале           | Финале               | Финале       | Детаљи |
| Атлетичар     | Дисциплина | Лични рекорд | Резултат      | Место         | Резултат             | Место                | Резултат             | Место        | Детаљи |
| ------------- | ---------- | ------------ | ------------- | ------------- | -------------------- | -------------------- | -------------------- | ------------ | ------ |
| Мохамед Хуаџа | 400 м      | 44,98 НР     | 46,50 ЛРС     | 7. у гр. 5    | Није се квалификовао | Није се квалификовао | Није се квалификовао | 43 / 44 (45) |        |